# NGC 1484
NGC 1484 ist eine Spiralgalaxie vom Hubble-Typ Sb im Sternbild Eridanus. Sie ist schätzungsweise 40 Millionen Lichtjahre von der Milchstraße entfernt.
Das Objekt wurde am 28. November 1837 von John Herschel entdeckt.